# 中・四国矯正歯科学会
中・四国矯正歯科学会（ちゅう・しこくきょうせいしかがっかい、 CHU-SHIKOKU Orthodontic Society）とは、中国・四国地方における歯科矯正学を中心とした学問を取り扱う専門学術団体の一つである。日本矯正歯科学会の中国・四国地区協力学会。

## 概要
1958年に設立される。会員数約500名。2025年現在会長は上岡寛。

## 本部事務局
- 〒739-1752　広島市安佐北区上深川町809-5 レタープレス株式会社内

## 学会誌
- 『中·四国矯正歯科学会雑誌』年1回発刊 ISSN 0915-7581